# Campeonato de Gales de Rugby 2022-23
El Campeonato de Rugby de Gales (oficialmente Indigo Group Premiership) de 2022-23 fue la trigésimo segunda edición del principal torneo de rugby de Gales.

## Sistema de disputa
Cada equipo disputó encuentros frente a cada uno de los rivales de local y de visita, totalizando 22 partidos cada uno.
Luego de la fase regular los cuatro mejores clasificados disputaron una semifinal enfrentándose el primer clasificado frente al cuarto y el segundo frente al tercero.
Puntuación
Para ordenar a los equipos en la tabla de posiciones se los puntuará según los resultados obtenidos.
- 4 puntos por victoria.
- 2 puntos por empate.
- 0 puntos por derrota.
- 1 punto bonus por ganar haciendo 3 o más tries que el rival.
- 1 punto bonus por perder por siete o menos puntos de diferencia.

## Clasificación
| Pos. | Equipo           | Encuentros | Encuentros | Encuentros | Encuentros | Tantos | Tantos | Tantos | PB | PB | Puntos |
| Pos. | Equipo           | PJ         | PG         | PE         | PP         | F      | C      | Dif    | BO | BD | Puntos |
| ---- | ---------------- | ---------- | ---------- | ---------- | ---------- | ------ | ------ | ------ | -- | -- | ------ |
| 1.º  | Cardiff          | 22         | 19         | 0          | 3          | 733    | 382    | +351   | 12 | 2  | 90     |
| 2.º  | Llandovery       | 22         | 18         | 0          | 4          | 676    | 407    | +269   | 11 | 1  | 84     |
| 3.º  | Merthyr          | 22         | 16         | 0          | 6          | 625    | 435    | +190   | 15 | 3  | 82     |
| 4.º  | Newport          | 22         | 15         | 0          | 7          | 665    | 436    | +229   | 13 | 6  | 79     |
| 5.º  | Ebbw Vale        | 22         | 14         | 0          | 8          | 540    | 426    | +114   | 7  | 6  | 69     |
| 6.º  | Aberavon         | 22         | 12         | 0          | 10         | 605    | 543    | +62    | 11 | 3  | 62     |
| 7.º  | RGC 1404         | 22         | 11         | 0          | 11         | 576    | 476    | +100   | 9  | 5  | 58     |
| 8.º  | Bridgend Ravens  | 22         | 9          | 0          | 13         | 458    | 574    | -116   | 5  | 4  | 45     |
| 9.º  | Carmarthen Quins | 22         | 6          | 0          | 16         | 356    | 674    | -318   | 4  | 3  | 31     |
| 10.º | Pontypridd       | 22         | 5          | 0          | 17         | 410    | 552    | -142   | 5  | 6  | 31     |
| 11.º | Swansea          | 22         | 5          | 0          | 17         | 415    | 684    | -269   | 6  | 2  | 28     |
| 12.º | Llanelli         | 22         | 2          | 0          | 20         | 395    | 865    | -470   | 5  | 2  | 11     |

## Fase final

### Semifinal
| 14 de mayo de 2023 | Cardiff | 21 - 7 | Newport |  |  |

| 14 de mayo de 2023 | Llandovery | 16 - 13 | Merthyr |  |  |

### Final
| 21 de mayo de 2023 | Cardiff | 8 - 24 | Llandovery |  |  |

| Bandera de Gales       |
| Campeón Llandovery RFC |
| Primer título          |